# Генерал-полковник береговой службы
Генерал-полковник береговой службы — воинское звание высшего офицерского состава береговой службы в Военно-Морском Флоте ВС СССР в 1940-е — 1950-е гг.

## История
Установлено Указом Президиума Верховного Совета СССР от 7 мая 1940 г. «Об установлении воинских званий высшего командного состава Военно-Морского Флота».
Исключено из перечня в/з ВС СССР 5 мая 1952 года.

## Списокгенерал-полковников береговой службы
| Фамилия, имя, отчество        | Дата присвоения звания | Примечание |
| ----------------------------- | ---------------------- | ---------- |
| Воробьёв, Сергей Ильич        | 22.01.1944             |            |
| Москаленко, Митрофан Иванович | 08.07.1945             |            |
| Рогов, Иван Васильевич        | 25.09.1944             |            |